# Херревеге, Филипп
Филипп Херревеге (нидерл. Philippe Herreweghe; род. 2 мая 1947, Гент) — бельгийский (фламандский) дирижёр, видный представитель движения аутентичного исполнительства.

## Биография и творчество
Изучал медицину и психиатрию в Гентском университете, а также учился игре на фортепиано (класс Марселя Газеля) и органе (класс Габриэля Вершрагена) в Гентской консерватории. В 1970 году в Генте основал и возглавил камерный хор Collegium vocale (позднее под названием Collegium vocale Gent), в состав которого с 1990-х годов вошёл также инструментальный ансамбль (барочный оркестр).
В 1977 году создал в Париже ансамбль старинной музыки La Chapelle Royale, исполнявший (последняя аудиозапись 2001 г.) франко-фламандскую музыку эпохи барокко, при нём — вокальный ансамбль «Ensemble Vocal Européen» (1988; последняя аудиозапись датирована 1995 г.), для исполнения вокальной музыки эпохи Возрождения. Он также организовал в Париже и возглавил симфонический «Orchestre des Champs-Élysées» (букв. Оркестр Елисейских Полей; 1991), который первоначально создавался как барочный оркестр, а ныне исполняет разностильную оркестровую музыку XVIII—XX веков.
В 1982—2002 годах Херревеге был музыкальным руководителем летнего фестиваля Les Académies Musicales в Сенте. Выступал с крупнейшими европейскими оркестрами, включая Оркестр Консертгебау. В 1998—2002 годах руководил Королевским филармоническом оркестром Фландрии, с которым записал все симфонии Людвига ван Бетховена.
В 2010 году основал собственную торговую марку φ (PHI) на бельгийской фирме грамзаписи Outhere Records (без какой-либо тематической специализации).

## Записи
Международную известность хору «Collegium vocale» Херревеге принесло участие в грандиозном проекте аудиозаписи полного собрания кантат И. С. Баха, организованном Г. Леонхардтом совместно с Н. Арнонкуром в 1970 году. Хор Херревеге записывался в рамках этого проекта с 1976 года (впервые в кантатах № 66-67). Дирижировал «своими» кантатами всюду Леонхардт, а Херревеге обозначен как «хормейстер».
Наиболее известные аудиозаписи хоров и оркестров под руководством Херревеге — кантатно-ораториальные сочинения Баха (в том числе пассионы и мессы, неоднократно). Кроме того, Херревеге записал много вокальных сочинений эпохи барокко и Ренессанса, среди них «Плач пророка Иеремии» и «Покаянные псалмы Давида» О. Лассо, «Заупокойная музыка» Г. Шютца, мотеты Жоскена Депре, Ж. Ф. Рамо и Ж.-Б. Люлли, респонсории Страстной Седмицы К.Джезуальдо (2 записи), месса «In illo tempore» и «Вечерня Девы Марии» К. Монтеверди, заупокойный оффиций (officium defunctorum) Т. Л. де Виктории.
Херревеге также записывал музыку классико-романтического репертуара, в том числе все симфонии Л. ван Бетховена (с Фламандским оркестром), реквиемы В. А. Моцарта, Г. Форе (2 записи разных лет), А. Дворжака и И. Брамса, хоровую музыку Ф. Мендельсона, симфонии Ф. Шуберта, Р. Шумана и А. Брукнера.
Менее известны записи Херревеге в репертуаре XX века: «Лунный Пьеро» А. Шёнберга, «Волшебный рог мальчика» и «Песнь о земле» Г. Малера, «Симфония псалмов» И. Ф. Стравинского и др.

## Признание
В 1990 году европейская пресса назвала Херревеге «музыкальной личностью года», в 1993 году он и его Collegium Vocale были названы посланниками культуры Фландрии. Кавалер ордена искусств и литературы (1994), почётный доктор Лёвенского католического университета (1997), кавалер ордена Почётного легиона (2003).